# 韓邦域
韓邦域（1564年—？），字仕廣，號萬里，福建福州府侯官縣人，軍籍，明朝政治人物。

## 生平
萬曆十年（1582年）壬午科福建鄉試五名，萬曆十四年（1586年）丙戌科會試一百十九名，登三甲第一百四十一名進士。大理寺观政，授户部雲南司主事，二十二年爲山东乡试考试官。

## 家族
曾祖韓源；祖父韓椿，曾任儒官；父韓文炫，曾任散官。母甘氏。重庆下。弟邦坦、邦均、邦址。